# Фоминичская волость
Фоминичская волость — волость Жиздринского уезда Калужской (с 1920 — Брянской) губернии. Административный центр — село Фоминичи.

## История
Фоминичская волость образована в ходе реформы 1861 года. Первоначально в состав волости входило 12 селений: село Фоминичи, деревни Большое Заборье, Винный Заводчик, Зимнички, Малое Заборье, Мироновка (Заборьевские выселки), Неполоть (Новая), Сельцы, Смирновка, Ряполово, сельцо Волое и сельцо Новоселки.
На 1880 год в составе волости числилось 6393 десятин земли. Население волости составляло в 1880 году — 3599, в 1892 — 4937, в 1913 — 6267 человек.
Церковный приход волости находился в селе Фоминичи — Церковь Николая Чудотворца. «Кирпичная трёхпрестольная церковь эклектичной архитектуры, построенная в 1908—1915 вместо прежней деревянной. Закрыта в 1930-х, завершения снесены после 1945. Возвращена епархии, ремонтируется с 2007».
1 апреля 1920 года Жиздринский уезд и Фоминичская волость в его составе были перечислены в Брянскую губернию.
В 1924—1926 годах, при укрупнении волостей, Фоминичская волость, а также Запрудская, Зимницкая, Космачевская, Которская, вошли в состав Маклаковской волости.
В 1929 году Брянская губерния и все её уезды были упразднены, а их территория вошла в состав новой Западной области.
С 1944 года территория Фоминичской волости относится к Кировскому району Калужской области.